# R・A・D・フォレスト
ロバート・アンドリュー・ダーモッド・フォレスト（Robert Andrew Dermod Forrest、1893年2月21日 - 没年不詳）は、イギリスの言語学者。シナ・チベット語族の研究者で、中国語の代表的な概説書『The Chinese Language』によって知られる。中国名はフォレストの音をとった「富励士」(Fù Lìshì)。

## 生涯
フォレストはウォルサム・フォレスト・ロンドン特別区のレイトンストーンに生まれた。1914年にアバディーン大学の修士の学位を得た後、第一次世界大戦に従軍した。
戦後は香港政庁に勤務した。のちに東洋アフリカ研究学院のチベット・ビルマ語言語学の講師の職についた。

## 研究内容・業績
- 主著『The Chinese Language』(初版1948, 第2版1965, 第3版1973) は中国語とその歴史・方言・周辺の諸言語の概要と中国語との系統関係などを包括的に扱った概説書。現在では内容が古くなっているが、かつては中国語に関する英語で書かれた代表的な概説書だった。
- この著作の中でフォレストは、いくつかの独創的な考えを述べている。たとえば中国語の量詞の発達が中国語以外の言語からの影響によるもので、後には同音語の区別のために発達したとする説（第3版p.173）など。方言に関しては山西省南部を中心とする晋語を北方方言から独立した方言と考えたが、その中に甘粛省東部や陝西省の方言を含めており（第3版p.217およびp.224以下）、閩語の読書音はこの方言に由来するとした（第3版p.251）。
- それまでチベット・ビルマ語の一種と考えられていたペー語（民家）について、閩語に関係があるという説を唱えた（第3版p251以下）。ミャオ・ヤオ語族についてはモン・クメール語族と同系であるとする説を支持した（第3版p.95以下）。
- フォレストは、ほかにシナ・チベット語族の系統関係や中国語上古音に関する論文を書いている。

## 著作
- 『The Chinese Language』(初版1948, 第2版1965, 第3版1973)